# Kirk Simon
Kirk Simon (Filadélfia, Pensilvânia, 25 de julho de 1954 – Nova Iorque, 14 de abril de 2018) foi um cineasta norte-americano. Como reconhecimento, venceu, no Oscar 2011, a categoria de Melhor Documentário em Curta-metragem por Strangers No More.